# アプラ・エデル
アプラ・エディマ・エデル・ベテ（ラテン語: Apoula Edima Edel Bete, アルメニア語: Ապոուլա Էդիմա Էդել Բետե, 1986年6月17日- ）は、カメルーン・ヤウンデ出身の元サッカー選手、元アルメニア代表。現役時代のポジションはゴールキーパー。

## 経歴

### クラブ
カメルーンのヤウンデに生まれたエデルは、ピュイサンス・アベニール (Puissance Avenir)とFC PWDクンバ (FC PWD Kumba)でプレーした後、2002年にアルメリアへと渡り、FCピュニク・エレバンと契約し、7月24日にUEFAチャンピオンズリーグ 2002-03予選1回戦のタンペレ・ユナイテッド戦で欧州カップ戦初出場を飾る。2005年のシーズン中において、契約満了前にもかかわらず正当な理由なく一方的に去ると、パリ・サンジェルマンFC、オリンピック・マルセイユ、FCイストル、FCジロンダン・ボルドーといったフランスの数多くのクラブの入団テストでの失敗 を経て、同僚のカール・ロンベと共にFCラピド・ブカレストと契約したことで、ピュニク側から違反による賠償金をFIFAの紛争解決商工会議所である通称DRCを通じて訴えられた。審理中にクラブを去った理由の1つに自身の帰化が余儀なくされたものだったことを訴えるも、1万5000USドルの支払いを命じられ、更にスポーツ仲裁裁判所への上訴によって6万USドルに支払いが増加した。

#### パリ・サンジェルマン
ラピド・ブカレスト、KAAヘントでプレーし、放出された後、2007年8月16日に自由移籍でリーグ・アン (フランス1部)のパリ・サンジェルマンFC (PSG)と契約をする。PSGでは、ミカエル・ランドローやジェローム・アロンソ、グレゴリー・クーペの存在から主に控えであり、2007年11月16日のギニアとの親善試合がトップチームでの最初の試合となっているが、負傷したロリス・アルノーの代役として急遽フォワードを務めていた。翌2008-09シーズンのクープ・ドゥ・フランスでのASナンシー戦 (2-1)で公式初出場を飾り、以来、4試合に出場。ポール・ル・グエン監督体制下では出場機会に恵まれなかったが、後任のアントワーヌ・コンブアレ監督から信頼を置かれたことで、2009年11月28日にクーペ骨折した際に補強を思い留まらせ、12月16日にRCランスでリーグ戦初出場を飾って以来、正ゴールキーパーを務めた。2010年1月21日のASモナコ戦において、相手のヴァンサン・ミュラトリのグラウンダーのクロスを掴み損ねたことに加え、ボールを自身の足に当てオウンゴールとなった。
クーペの復帰後は再び2番手として過ごす中、クーペのパフォーマンス低下によって序盤戦早々に取って代わったが、2010年11月29日のオリンピック・リヨン戦において、パントキックの蹴りそこないで相手のバフェティンビ・ゴミスへボールが渡り、それを決められるミスを犯す 等、自身も不安定さを見せており、その後は、エデル、クーペ共に地位を確立するまでに至らず、交代交代だった。

#### PSG退団後
2010-11シーズン終了後、契約満了に伴い退団することが予想されていたが、ロビン・レプルー会長の評価は高く、契約更新の会談が設けられることになった。しかし、PSGへの残留を拒否し、ヴィンセント・エニェアマの後釜として、自由契約でイスラエル・プレミアリーグ (イスラエル1部)のハポエル・テルアビブFCへ移籍した。
2014年8月にインディアン・スーパーリーグのアトレティコ・デ・コルカタと契約する。正ゴールキーパーを務め、プレーオフ決勝でケーララ・ブラスターズFCを降して初代王者に貢献 し、バイチュン・ブティアからパフォーマンスを称賛された。
アトレティコ・カルカタでの成功したシーズンを過ごした後、自由契約選手として、2015年1月16日に古巣のハポエル・テルアビブに復帰した。

### 代表
カメルーンで生まれ育ったが、16歳の時にアルメニアへと渡り、2002年9月に国籍を取得した ことによって、UEFA U-21欧州選手権2000予選やUEFA U-19欧州選手権2005に出場する 等、U-17、U-19、U-21と様々な年代別代表でプレー。A代表では、ベルナール・カゾニ監督の下、2004年2月のカザフスタン戦での初出場以来、6試合プレーし、公式戦には2006 FIFAワールドカップ・ヨーロッパ予選のチェコ戦とルーマニア戦に出場した。
その後、アルメニア代表でのプレーを強要されたと告白し、カメルーン代表でのプレーを夢見たエデルは、FIFAに対して代表変更の許可を求めた が、試みは失敗し、ポール・ル・グエン監督が発表した2010 FIFAワールドカップへ向けた30名のメンバー候補に名を連ねることはなかった。

### 私生活
2010年に突如として、本名はアンブロイセ・ベヤマ (Ambroise Beyaména)であり、登録上は1986年生まれの24歳だが実年齢は1981年生まれの29歳であると、身分詐称疑惑が持ち上がる。フランスで法廷に持ち込まれ、元コーチで代理人のニコラ・フィリベール (Nicolas Phillibert)が証人として出廷し、身分詐称を裏付ける証言をしており、有罪の場合には、エデルの所属するパリ・サンジェルマンFCに対して降格や追放の罰則処分の可能性がある 騒動に発展した。最終的にパスポートは本物と証明され無罪となり、逆にフィルベールを訴える構えだったが、裁判に2年間掛かった費用が返済されるまで待つことになっている。

## 個人成績

### クラブでの成績
出典:
| 所属クラブ                 | シーズン         | リーグ                       | リーグ | リーグ | 国内カップ | 国内カップ | 欧州カップ | 欧州カップ | 合計 | 合計 |
| 所属クラブ                 | シーズン         | 所属リーグ                   | 出場   | 得点   | 出場       | 得点       | 出場       | 得点       | 出場 | 得点 |
| -------------------------- | ---------------- | ---------------------------- | ------ | ------ | ---------- | ---------- | ---------- | ---------- | ---- | ---- |
| ピュニク・エレバン         | 2002             | アルメニア・プレミアリーグ   | 2      | 0      | 0          | 0          | 1[a]       | 0          | 3    | 0    |
| ピュニク・エレバン         | 2003             | アルメニア・プレミアリーグ   | 21     | 1      | 0          | 0          | 4[a]       | 0          | 25   | 1    |
| ピュニク・エレバン         | 2004             | アルメニア・プレミアリーグ   | 23     | 0      | 0          | 0          | 4[a]       | 0          | 27   | 0    |
| ピュニク・エレバン         | 2005             | アルメニア・プレミアリーグ   | 12     | 0      | 0          | 0          | 1[a]       | 0          | 13   | 0    |
| ピュニク・エレバン         | 合計             | 合計                         | 58     | 1      | 0          | 0          | 10         | 0          | 68   | 1    |
| ラピド・ブカレスト         | 2005-06          | ディヴィジアA                | 0      | 0      | 0          | 0          | 0          | 0          | 0    | 0    |
| ラピド・ブカレスト         | 2006-07          | リーガ1                      | 9      | 0      | 0          | 0          | 1[b]       | 0          | 10   | 0    |
| ラピド・ブカレスト         | 合計             | 合計                         | 9      | 0      | 0          | 0          | 1          | 0          | 10   | 0    |
| KAAヘント (loan)           | 2006-07          | ジュピラー・リーグ           | 0      | 0      | 0          | 0          | 0          | 0          | 0    | 0    |
| パリ・サンジェルマン       | 2007-08          | リーグ・アン                 | 0      | 0      | 0          | 0          | 0          | 0          | 0    | 0    |
| パリ・サンジェルマン       | 2008-09          | リーグ・アン                 | 0      | 0      | 1          | 0          | 2[b]       | 0          | 3    | 0    |
| パリ・サンジェルマン       | 2009-10          | リーグ・アン                 | 23     | 0      | 6          | 0          | 0          | 0          | 29   | 0    |
| パリ・サンジェルマン       | 2010-11          | リーグ・アン                 | 24     | 0      | 2          | 0          | 11[b]      | 0          | 34   | 0    |
| パリ・サンジェルマン       | 合計             | 合計                         | 47     | 0      | 9          | 0          | 13         | 0          | 69   | 0    |
| ハポエル・テルアビブ       | 2011-12          | イスラエル・プレミアリーグ   | 34     | 0      | 0          | 0          | 10[b]      | 0          | 44   | 0    |
| ハポエル・テルアビブ       | 2012-13          | イスラエル・プレミアリーグ   | 30     | 1      | 2          | 0          | 8[b]       | 0          | 40   | 1    |
| ハポエル・テルアビブ       | 合計             | 合計                         | 64     | 1      | 2          | 0          | 18         | 0          | 84   | 1    |
| アトレティコ・デ・コルカタ | 2014             | インディアン・スーパーリーグ | 9      | 0      | -          | -          | -          | -          | 9    | 0    |
| アトレティコ・デ・コルカタ | 合計             | 合計                         | 9      | 0      | -          | -          | -          | -          | 9    | 0    |
| キャリア通算成績           | キャリア通算成績 | キャリア通算成績             | 187    | 2      | 11         | 0          | 42         | 0          | 240  | 2    |

a. ^ UEFAチャンピオンズリーグ
b. ^ UEFAヨーロッパリーグ

### 代表での成績
出典:
| アルメニア代表 | アルメニア代表 | アルメニア代表 |
| 年             | 出場           | 得点           |
| -------------- | -------------- | -------------- |
| 2004           | 4              | 0              |
| 2005           | 2              | 0              |
| Total          | 6              | 0              |

## 獲得タイトル
クラブ
FCピュニク・エレバン
- アルメニア・プレミアリーグ : 2002, 2003, 2004, 2005
- アルメニア・インデペンデンスカップ : 2002, 2004

FCラピド・ブカレスト
- クパ・ロムニエイ : 2006-07

パリ・サンジェルマンFC
- クープ・ドゥ・フランス : 2009-10

ハポエル・テルアビブFC
- グヴィア・ハメディナ : 2011-12

アトレティコ・コルカタ
- インディアン・スーパーリーグ : 2014

チェンナイイン
- インディアン・スーパーリーグ : 2015